# Kamen Rider Blade
Kamen Rider Blade (仮面ライダー剣 Kamen Raidā Bureido) là series Kamen Rider thứ 14 và là series Kamen Rider thứ 5 của thời Heisei, do Toei Company và Ishimori Production phối hợp sản xuất, phát sóng trên TV Asahi, song song với Tokusou Sentai Dekaranger trong chương trình Super Hero Time. Motif của bộ phim là bộ bài tây.

## Nội dung
10.000 năm trước, trận Thánh chiến (Battle Royal) giữa 53 Undead, thuỷ tổ của các giống loài sinh vật trên Trái Đất nổ ra nhằm đưa giống loài của mình làm chủ địa cầu. Human Undead, tổ tiên của loài người giành chiến thắng sau cùng, đưa con người làm chủ Trái Đất và phát triển đến ngày nay. Trong thời điểm hiện tại, các nhà khảo cổ phát hiện các lá bài phong ấn Undead. Hirose Yoshito của tổ chức BOARD đã giải ấn nó, dẫn đến trận Thánh chiến mới ở thời hiện đại.
Để ngăn trận Thánh chiến nổ ra và tái phong ấn Undead, BOARD phát triển Rider System và trang bị cho 2 nhân viên là Kenzaki Kazuma và Tachibana Sakuya, trở thành Kamen Rider Blade và Kamen Rider Garren. Đồng hành với họ còn có Aikawa Hajime - Kamen Rider Chalice và Kamijo Mutsuki - Kamen Rider Leangle.

## Nhân vật

### Các Rider
Trong TV Series:
| Kamen Rider Blade   | Kenzaki Kazuma                |
| Kamen Rider Garren  | Tachibana Sakuya              |
| Kamen Rider Chalice | Hajime Aikawa                 |
| Kamen Rider Leangle | Kamijō Mutsuki/ Spider Undead |

Trong movie Missing Ace:
| Kamen Rider Glaive | Shimura Jun'ichi |
| Kamen Rider Larc   | Miwa Natsumi     |
| Kamen Rider Lance  | Magaki Shin      |

Kenzaki Kazuma (剣崎 一真) - Kamen Rider Blade (仮面ライダーブレイド Kamen Raidā Bureido)
Một nhân viên của BOARD, sử dụng Rider System thế hệ thứ 2 (Blade Buckle). Anh là người lạc quan, tốt bụng, hơi ngờ nghệch, luôn muốn bảo vệ mọi người. Kể cả khi biết Hajime là Joker, và thế giới sẽ bị huỷ diệt nếu Joker chiến thắng trận Thánh chiến, anh vẫn bảo vệ người bạn của mình, dù cho bản thân cũng trở thành Joker, tác dụng phụ khi sử dụng Blade King Form. VÌ bản chất của King Form là hấp thụ sức mạnh 13 thẻ bài, điều mà chỉ Undead làm được, nên sau mỗi lần sử dụng, Kenzaki càng tiến gần tới việc trở thành Joker. Mà thế giới không thể tồn tại 2 Joker, 1 trong 2 phải bị tiêu diệt. Vì vậy, sau khi phong ấn toàn bộ Undead, Kenzaki lập tức bỏ đi biệt xứ, tránh xa Hajime và tất cả mọi người để bảo vệ an toàn cho họ.
Tachibana Sakuya (橘 朔也) - Kamen Rider Garren (仮面ライダーギャレン Kamen Raidā Gyaren)
Một nhà nghiên cứu của BOARD, sử dụng Rider System thế hệ thứ nhất (Garren Buckle). Anh là người điềm tĩnh, kinh nghiệm chiến đấu dày dặn. Nhưng ban đầu, Tachibana rất lo sợ nếu tiếp tục henshin thì cơ thể anh sẽ tan biến. Vì lẽ đó mà anh luôn khao khát sức mạnh nhưng ham muốn đó lại khiến anh bị Peacock Undead (Diamond Category Jack) lợi dụng. Chỉ khi Sayoko, bạn gái của anh bị hắn giết chết, Tachibana mới tỉnh ngộ và tự tay phong ấn hắn. Để chuộc lỗi, Tachibana rất nỗ lực dạy bảo Mutsuki và giúp cậu không bị Spider Undead (Club Category Ace) thao túng tâm trí khi cậu mới trở thành Leangle. Tachibana cũng phát hiện nguy cơ diệt vong nếu Joker tồn tại nên anh luôn cố gắng phong ấn Hajime nhưng sau lại giúp anh ta. Sau khi phong ấn Giraffa Undead (Diamond Category King), Tachibana bị rơi xuống biển nhưng được giám đốc Karasuma cứu sống.
Aikawa Hajime (相川 始) - Kamen Rider Chalice (仮面ライダーカリス Kamen Raidā Karisu)
Một người bí ẩn, sử dụng thắt lưng Joker, có thể biến thành chính hình dạng của Undead trong các lá bài được sử dụng. Thân phận thật sự của anh là Joker - Undead thứ 53, không đại diện cho bất kỳ sinh vật nào trên Trái Đất và nếu Joker chiến thắng trận Thánh chiến thì thế giới sẽ bị diệt vong. Sau khi thoát khỏi phong ấn, Joker đã phong ấn Mantis Undead (Heart Category Ace, hình dạng của Kamen Rider Chalice). Nhưng Human Undead, thủy tổ của loài người, kẻ chiến thắng trận Thánh chiến 10.000 năm trước, thay vì tái phong ấn Joker, lại chấp nhận để Joker phong ấn, để cảm hóa bản năng hủy diệt của Joker. Sau khi phong ấn Human Undead (Heart Category Two), Joker dùng lá bài này biến thành nhân dạng Human Undead, lấy tên Aikawa Hajime, sống trong xã hội con người. Anh được mẹ con nhà Kurihara cưu mang và chung sống cùng họ. Mới đầu, Hajime hành tung rất bí ẩn cùng bản tính lầm lỳ, hoang dã. Nhưng vì ảnh hưởng từ lá Heart Category Two, anh dần hình thành nhân tính, cảm xúc như một con người, quyết định từ bỏ thân phận Joker, trở thành con người đúng nghĩa. Nhưng khi Kenzaki thức tỉnh Blade King Form, bản năng Jokertrong anh trỗi dậy, và Kenzaki phải tìm Heart Category King để kiềm chế bản năng đó. Tuy nhiên, khi toàn bộ Undead đã bị phong ấn, chỉ còn Hajime, bây giờ là Joker, và thế giới đứng trước bờ vực diệt vong. Để bảo vệ Hajime và nhân loại, Kenzaki chấp nhận trở thành Joker thứ 2, giúp Hajime được tiếp tục sống như một con người.
Kamijō Mutsuki (上城 睦月) - Kamen Rider Leangle (仮面ライダーレンゲル Kamen Raidā Rengeru)
Một cậu học sinh cấp 3 nhưng được chọn trở thành Kamen Rider Leangle, sử dụng Rider System thế hệ thứ 3 do Undead chế tạo (Leangle Buckle). Mutsuki là người thật thà, nhút nhát và khó hòa đồng. Thuở bé, cậu từng bị bắt cóc, dẫn đến tâm lý sợ hãi thế giới. Cậu từng được Kenzaki cứu nên rất ngưỡng mộ và mong ước trở thành Rider. Nhưng khi trở thành Leangle, vì ý chí không đủ mạnh nên cậu bị Spider Undead (Club Category Ace) thao túng tâm trí và luôn ám ảnh về việc trở thành Rider mạnh nhất. Tuy nhiên, với sự giúp đỡ của nhóm Kenzaki và cả một số Undead cấp cao như Tiger Undead (Club Category Queen) và Tarantula Undead (Club Category King), Mutsuki vượt qua tất cả, giải phóng Spider Undead ra khỏi cơ thể, phong ấn nó vĩnh viễn và làm chủ được sức mạnh Leangle, trở thành một phần của nhóm Kenzaki.

### Thành viên của tổ chức BOARD
Karasuma Kei (烏丸 啓)
Giám đốc của BOARD. Ông là người đã chế tạo ra các Rider System, Rouze Absorber để giúp các Rider phong ấn Undead. Sau này khi ra nước ngoài du lịch, ông kết thân với Shima Noboru, Clubs Category King và nhờ Shima đem Rouze Absorber cho Kenzaki, Ông cũng cảnh bảo cho mọi người về tác dụng phụ của Blade King Form. Vốn dĩ ông định về nước sớm, nhưng bị chủ tịch BOARD là Tennōji Hiroshi đe dọa phải ở lại để không làm ảnh hưởng đến kế hoạch của ông ta.
Hirose Shiori (広瀬 栞)
Một nhà nghiên cứu trẻ tuổi của BOARD. Sau này, khi BOARD gặp sự cố, Shiori đã đến ở nhờ nhà Koutaro, đồng thời hỗ trợ cho các Rider bằng cách định vị Undead trên máy tính của mình. Cô rất quan tâm đến Kenzaki.
Hirose Yoshito (広瀬 義人)
Bố của Shiori, một nhà nghiên cứu của BOARD. Ông chính là người đã giải phong ấn cho các Undead, vì vậy mà ông bị thương nặng. Trước khi ra đi, ông tạo ra Trial B (トライアルB, Toraiaru Bī), đem hết thảy trí tuệ và tình cảm của mình gửi gắm vào đó. Ông cũng chế tạo ra các Trial khác để truy đuổi Kenzaki, với mục đích ép Kenzaki trở thành Joker thứ hai. Sau này, ông đã thực sự mất khi bảo vệ cho Shiori khỏi đòn tấn công của Trial G.
Tennōji Hiroshi (天王路 博史)
Chủ tịch của tổ chức BOARD, là người đã sắp đặt nên Battle Royal thời hiện đại. Ông ta cũng tạo ra Category Ace thứ năm, Kerberos Category Ace và nhập làm một với nó. Tất cả những điều này đều là để giúp ông ta thắng Battle Royal, từ đó có thể kết nối với Đấng Thống chế và thống trị Trái Đất. Tuy nhiên tham vọng ấy đã bị các Rider đập tan và ông ta bị Giraffa Undead giết chết.

### Các nhân vật khác
Shirai Koutaro (白井 虎太郎)
Một nhà văn nghiệp dư, do gặp được Kenzaki nên anh rất muốn được viết về Kamen Rider nhưng bị từ chối. Sau này, khi tổ chức BOARD phát sinh sự việc, Koutaro cho Kenzaki và Hirose ở nhờ, đổi lại anh được phép viết về Kamen Rider. Anh rất yêu thích sữa, trong tủ lạnh luôn chất đầy sữa.
Kurihara Haruka (栗原 遥香)
Chị gái của Koutaro, chủ quán cafe Jacaranda. Cô sống cùng con gái Amane ở đây.
Kurihara Amane (栗原 天音)
Con gái của Haruka, cháu gái của Koutaro. Cô bé dành tình cảm đặc biệt cho Hajime và giúp anh tìm ra ý nghĩa của việc trở thành con người. Trong ending của series, Hajime vẫn sống chung với hai mẹ con Amane; tuy nhiên trong movie Missing Ace, do Hajime bị phong ấn mà Amane dần trở nên hư hỏng, nhưng sau đó khi được Hajime cứu, Amane nhận ra rằng Hajime vẫn luôn dõi theo cô. Sau này khi đã lớn, cô lại bị lợi dụng, biến thành Another Blade trong series Kamen Rider Zi-O. Nhưng nhờ Hajime, Kenzaki và nhóm Sougo, cô đã an toàn trở lại làm người.
Yamanaka Nozomi (山中 望美)
Bạn gái của Mutsuki và có ảnh hưởng lớn đến cậu. Cô luôn lo lắng cho Mutsuki, kể cả khi cậu bị Undead điều khiển. Chính tình cảm của cô đã giúp Mutsuki lấy lại tâm trí. Sau tất cả mọi chuyện, cô vẫn ở bên Mutsuki.

## Rouze Card
| Category | Kamen Rider Blade  | Kamen Rider Garren | Kamen Rider Chalice | Kamen Rider Leangle |
| Category | ♠                  | ♦                  | ♥                   | ♣                   |
| -------- | ------------------ | ------------------ | ------------------- | ------------------- |
| A        | Change Beetle      | Change Stag        | Change Mantis       | Change Spider       |
| 2        | Slash Lizard       | Bullet Armadillo   | Spirit Human        | Stab Bee            |
| 3        | Beat Lion          | Upper Frog         | Chop Head           | Screw Mole          |
| 4        | Tackle Boar        | Rapid Pecker       | Float Dragonfly     | Rush Rhinoceros     |
| 5        | Kick Locust        | Drop Whale         | Drill Shell         | Bite Cobra          |
| 6        | Thunder Deer       | Fire Fly           | Tornado Hawk        | Blizzard Polar      |
| 7        | Metal Trilobite    | Rock Tortoise      | Bio Plant           | Gel Jellyfish       |
| 8        | Magnet Buffalo     | Scope Bat          | Reflect Moth        | Poison Scorpion     |
| 9        | Mach Jaguar        | Gemini Zebra       | Recover Camel       | Smog Squid          |
| 10       | Time Scarab        | Thief Chameleon    | Shuffle Centipede   | Remote Tapir        |
| J        | Fusion Eagle       | Fusion Peacock     | Fusion Wolf         | Fusion Elephant     |
| Q        | Absorb Capricorn   | Absorb Serpent     | Absorb Orchid       | Absorb Tiger        |
| K        | Evolution Caucasus | Evolution Giraffa  | Evolution Paradoxa  | Evolution Tarantula |

## Các tập phim
1. Chiến binh màu chàm (紫紺の戦士 Shikon no Senshi)
2. Rider bí ẩn (謎のライダー Nazo no Raidā)
3. Bí mật của họ... (彼らの秘密... Karera no Himitsu...)
4. Bí ẩn của sự bất tử (永遠の命の謎 Eien no Inochi no Nazo)
5. Thách thức quá khứ (過去への挑戦 Kako e no Chōsen)
6. Danh tính của Chalice (カリスの正体 Karisu no Shōtai)
7. Hai chiến binh sập bẫy (囚われた２号 Torawareta Nigō)
8. Người sống lại (甦った者たち Yomigaetta Monotachi)
9. Định mệnh của một đấu sĩ (戦う者の運命 Tatakau Mono no Unmei)
10. Chiến binh bị thao túng (操られた戦士 Ayatsurareta Senshi)
11. Nơi ở của mỗi người (各々の居場所 Onōno no Ibasho)
12. Category Ace (カテゴリーＡ Kategorī Ēsu)
13. Chiếc bẫy vàng kim (金色の糸の罠 Kin'iro no Ito no Wana)
14. Phong ấn Ace! (エース封印！ Ēsu Fūin!)
15. Người đi theo số phận (運命の適合者 Unmei no Tekigōsha)
16. Sức mạnh của Leangle (レンゲルの力 Rengeru no Chikara)
17. Thắt lưng ma quái (邪悪なベルト Jaaku na Beruto)
18. Những linh hồn thao túng bóng tối (暗闇を操る魂 Kurayami o Ayatsuru Tamashii)
19. Người chinh phục bóng tối (暗黒を征す者 Ankoku o Seisu Mono)
20. Mục tiêu là Koutarou (標的は虎太郎 Hyōteki wa Kotarō)
21. Những trận chiến vì bạn bè (友を思う戦い Tomo o Omou Tatakai)
22. Thoát khỏi bóng tối (闇からの脱出 Yami Kara no Dasshutsu)
23. Ngươi là ai? (お前は誰だ？ Omae wa Dare da?)
24. Những thợ săn bí ẩn (謎のハンター Nazo no Hantā)
25. Cuộc đua của kẻ phản bội (裏切りの疾走 Uragiri no Shissō)
26. Sức mạnh làm trung chuyển tôi (俺を動かす力 Ore o Ugokasu Chikara)
27. Trái tim rung sợ (揺れ動く心... Yureugoku Kokoro...)
28. Ván cờ nguy hiểm (危険な賭け！？ Kiken na Kake!?)
29. Hai Chalice (２人のカリス Futari no Karisu)
30. Ký ức bị mất (失われた記憶 Ushinawareta Kioku)
31. Người thứ 53 (５３番目の存在 Gojūsanbanme no Sonzai)
32. Bí mật của kẻ hủy diệt (破壊者の秘密 Hakaisha no Himitsu)
33. Kenzaki là mục tiêu (狙われた剣崎 Nerawareta Kenzaki)
34. Category King (カテゴリーＫ Kategorī Kingu)
35. Sự chuyển hóa nguy hiểm (危険な変身！？ Kiken na Henshin!?)
36. Hình dạng mạnh nhất (最強フォーム Saikyō Fōmu)
37. Hướng về định mệnh mới (新たな運命へ Arata na Unmei e)
38. Người nắm giữ định mệnh (運命を掴む者 Unmei o Tsukamu Mono)
39. Tái ngộ...Ba và con gái (再会...父と娘 Saikai... Chichi to Musume)
40. Tách khỏi quá khứ (過去との訣別 Kako to no Ketsubetsu)
41. Thèm khát sức mạnh (強くなりたい Tsuyoku Naritai)
42. Leangle sống dậy (レンゲル復活 Rengeru Fukkatsu)
43. Bạn hay thù? (敵か味方か？ Teki ka Mikata ka?)
44. Bốn lá bài (フォーカード Fō Kādo)
45. Thẻ bài mới (新たなカード Arata na Kādo)
46. Sự niêm phong của kẻ thống trị (支配者の封印 Shihaisha no Fūin)
47. Garren tử trận (ギャレン消滅 Gyaren Shōmetsu)
48. Mở đầu cho sự hủy diệt (滅びへの序章 Horobi e no Joshō)
49. Kẻ bất tử (永遠の切り札 Eien no Kirifuda)

## Phim điện ảnh

### Kamen Rider Blade: Missing Ace (2004)
Phần phim điện ảnh mở ra một cái kết khác so với TV Series: Để cứu lấy thế giới khỏi sự diệt vong, Kenzaki (Blade) đã phong ấn Hajime (Chalice/Joker). Bốn năm sau ngày ấy, mọi người đã đều có hướng đi của riêng mình: Kenzaki là công nhân vệ sinh, Mutsuki tốt nghiệp phổ thông và đi xin việc, Koutarou trở nên thành công với cuốn sách về Kamen Rider của mình, còn Amane lại dần trở nên hư hỏng do sự biến mất của Hajime. Những Undead được giải phong ấn một lần nữa và bộ ba Rider mới của BOARD Glaive, Larc, Glance đang chiến đấu chống lại chúng. Tachibana, chủ tịch hiện tại của BOARD, muốn Kenzaki và Mutsuki hợp tác chiến đấu với thế hệ Rider mới. Khi tất cả các Undead đã bị phong ấn, Glaive lộ danh tính thật của mình là một Albino Joker Undead, một phiên bản màu trắng của Joker gốc. Glaive bắt cóc Amane để hút lấy sức mạnh tối thượng từ cô bé và trở thành Jashin 14. Hajime được giải phong ấn để cứu Amane và các Rider một lần nữa tái hợp. Cuối cùng, Hajime hoán đổi mạng sống của mình với Amane và để Kenzaki tiêu diệt mình. Jashin 14 yếu đi, Kenzaki quay lại sử dụng King Form để cắt hắn làm đôi, đặt cái kết cho loài Undead.

## Diễn viên
- Kenzaki Kazuma (剣崎 一真?): Tsubaki Takayuki (椿 隆之?)
- Tachibana Sakuya (橘 朔也?): Amano Hironari (天野 浩成?)
- Aikawa Hajime (相川 始?), Mikami Ryō (三上 了? tập 29, 30): Morimoto Ryōji (森本 亮治?)
- Kamijō Mutsuki (上城 睦月?): Hōjō Takahiro (北条 隆博?)
- Hirose Shiori (広瀬 栞?): Egawa Yumi (江川 有未?)
- Shirai Kotarō (白井 虎太郎?): Takezai Terunosuke (竹財 輝之助?)
- Kurihara Haruka (栗原 遥香?): Yamaguchi Kaori (山口 香緒里?)
- Kurihara Amane (栗原 天音?): Kajiwara Hikari (梶原 ひかり?)
- Yamanaka Nozomi (山中 望美?): Miyazawa Arisa (宮澤 亜理沙?)
- Karasuma Kei (烏丸 啓?): Yamaji Kazuhiro (山路 和弘?)
- Hirose Yoshito (広瀬 義人?): Haruta Jun'ichi (春田 純一?)
- Tennōji Hiroshi (天王路 博史?): Moritsugu Kōji (森次 晃嗣?)
- Fukasawa Sayoko (深沢 小夜子?): Awata Urara (粟田 麗?)
- Isaka (伊坂?): Motomiya Yasukaze (本宮 泰風?)
- Yoshinaga Miyuki (吉永 みゆき?): Hijii Mika (肘井 美佳?)
- Shima Noboru (嶋 昇?): Aizawa Kazunari (相澤 一成?)
- King (キング Kingu?)): Kamijō Makoto (上條 誠?)
- Jō Hikaru (城 光?): Hamasaki Akane (浜崎 茜?)
- Kanai (金居?): Kubodera Akira (窪寺 昭?)
- Rouzer: Sasaki Takeshi (佐々木 健?)
- Rouze Absorber và King Rouzer: Tachiki Fumihiko (立木 文彦?)
- Dẫn chuyện: Kosugi Jūrōta (小杉 十郎太?)